# Raymond Burke
Pour les articles homonymes, voir Burke.
Raymond Leo Burke, né le 30 juin 1948 à Richland Center (États-Unis), est un prélat catholique américain, ancien évêque de La Crosse puis archevêque de Saint-Louis, préfet du tribunal suprême de la Signature apostolique et finalement Cardinalis patronus (cardinal protecteur) de l'ordre souverain de Malte de 2014 à 2023.

## Biographie

### Formation
Né le 30 juin 1948 à Richland Center dans une famille de six enfants, il étudie à l'université catholique d'Amérique, à l'université pontificale grégorienne. Il est notamment docteur en droit canonique.

### Prêtre
Le 29 juin 1975, il est ordonné prêtre à la basilique Saint-Pierre par le pape Paul VI.
Il est nommé recteur à la cathédrale Saint-Joseph-Artisan (Cathedral of Saint Joseph the Workman) à La Crosse, dans l'État du Wisconsin. Il enseigne la religion à l'école secondaire Aquinas de cette ville (Aquinas High School). En 1989, il est nommé membre du Tribunal suprême de la Signature apostolique par Jean-Paul II.

### Évêque de La Crosse
Nommé évêque de La Crosse le 10 décembre 1994, il est consacré à Rome par Jean-Paul II le 6 janvier 1995 et installé en sa cathédrale le 22 février 1995.

### Archevêque de Saint-Louis
Raymond Burke a été nommé archevêque de Saint-Louis le 2 décembre 2003, succédant ainsi au cardinal Justin Francis Rigali (nommé archevêque de Philadelphie, (Pennsylvanie). Il prend ses fonctions lors de son installation le 26 janvier 2004. Il reçoit le pallium des mains de Jean-Paul II le 29 juin 2004.
Durant son ministère à Saint-Louis, il a reçu deux fois le titre honorifique de docteur en lettres humaines : à l'université Ave Maria puis au Christendom College.
Le 6 mai 2008, Benoît XVI le nomme membre de deux congrégations du Vatican : le Conseil pontifical pour les textes législatifs et la Congrégation pour le clergé. Puis le 17 octobre 2009, il le nomme membre de la Congrégation pour les évêques.
Le 27 juin 2008, le pape le nomme préfet du Tribunal suprême de la Signature apostolique en remplacement du cardinal Agostino Vallini. En 2014, il est suivi par le cardinal français Dominique Mamberti.

### Cardinal
Burke est créé cardinal par Benoît XVI lors du consistoire du 20 novembre 2010. Il reçoit alors le titre de cardinal-diacre de Sant’Agata de’Goti. Il a pris possession de sa diaconie le 5 février 2011. Il participe au conclave de 2013 qui élit François ainsi qu'au conclave de 2025 qui élit Léon XIV.
Outre sa fonction de préfet du Tribunal suprême, il est membre de la Congrégation pour le clergé, membre du conseil pontifical pour les textes législatifs et membre de la Congrégation pour les évêques. En décembre 2013, son mandat à la Congrégation pour les évêques n'a pas été renouvelé par François.
Le 9 septembre 2014, il est nommé par François « père synodal » pour la troisième assemblée générale extraordinaire du synode des évêques sur la famille se déroulant du 5 au 19 octobre, en qualité de préfet de la signature apostolique. Il est aussi coprésident d'un groupe de travail anglophone.
Le 8 novembre 2014, il est nommé par le souverain pontife Cardinalis Patronus ou cardinal protecteur de l'ordre souverain de Malte, c'est-à-dire représentant officiel du Saint-Siège auprès de cet ordre, ce que certains observateurs considèrent comme une mise à l'écart en raison de son opposition aux positions du pape.
Dans une lettre du 29 avril 2017 adressée à l'ordre souverain de Malte, le pape le décharge de sa responsabilité de Cardinal Patronus. Burke aurait donné à croire au grand maître Matthew Festing que c'était le pape qui demandait la démission d'Albrecht von Boeselager, ouvrant ainsi une crise au sein de l'Ordre. Il est momentanément court-circuité par le substitut du secrétaire d’État, Giovanni Angelo Becciu, représentant officiel du pape, qui s'occupe, au côté du lieutenant du grand maître Giacomo Dalla Torre del Tempio di Sanguinetto, élu pour un an, de la réforme de l'Ordre.
Le 26 septembre 2015, le cardinal Burke est nommé, avec le cardinal Carlo Caffarra, membre de la Congrégation pour les causes des saints. Le 3 mai 2021, il est nommé cardinal-prêtre par le pape François. Le 20 novembre 2023, à la suite des prises de positions répétées contre le pape François, ce dernier fait savoir que l'appartement de fonction romain de 417 m2 ainsi que le salaire du cardinal lui seront retirés. Selon The Times, le luxueux appartement fait 417 m2 (pouvant se louer 4 000 € par mois) et le salaire 5 000 € par mois (non imposable), alors que le pape recommande la simplicité et réside dans un logement de 70 m2 à la résidence Sainte-Marthe. Le 29 décembre 2023, le pape reçoit le cardinal, sans faire de commentaire.

## Prises de position
Sous Benoît XVI, au sein de l'épiscopat américain, le cardinal Raymond Burke encourage une grande fidélité au magistère de l'Église catholique. Il défend la cause pro-vie et prône le retour à la liturgie ancienne de la messe tridentine (messe en latin), dont le pape François limitera la célébration le 16 juillet 2021 par le décret motu proprio « Traditionis custodes » qui abroge le décret motu proprio Summorum Pontificum publié par Benoît XVI en 2007. Raymond Burke appuie la fondation des chanoines réguliers de la Nouvelle Jérusalem et de l'Institut du Christ-Roi Souverain Prêtre.
En décembre 2013, il émet des doutes sur l'appartenance au magistère papal de l'exhortation apostolique Evangelii gaudium du pape François. Il s'oppose publiquement à sa conduite du synode sur la famille et apparaît alors comme un opposant conservateur aux réformes voulues par le pape.
Malgré les démentis, son éviction de la curie vers le poste honorifique de Cardinalis patronus et représentant du saint-père auprès de l'ordre souverain de Malte apparaît à certains comme une sanction, au moins comme une mise à l'écart.
Après les deux synodes sur la famille, il adresse une lettre au pape François, afin d'exprimer ses dubia au sujet de l'exhortation apostolique Amoris lætitia. Les trois autres signataires de la lettre sont les cardinaux Joachim Meisner, Walter Brandmüller et Carlo Caffarra. Par celle-ci, les cardinaux supplient le pape de «poursuivre la réflexion» sur des sujets controversés, particulièrement sur la communion pour les divorcés remariés.
Pendant la crise du Covid-19, il s’oppose au port obligatoire du masque, critique l’obligation vaccinale et relaie de fausses informations relatives aux vaccins, en expliquant qu’ils pourraient contenir des micro-puces, permettant à l’État de contrôler à tout moment leur situation de santé. Il a aussi reproché à des catholiques de ne pas croire que leur foi en Jésus les protégerait du virus. Lors d’un séjour au Wisconsin en août 2021, il contracte le virus, et doit être placé sous assistance respiratoire.
La Croix le décrit comme « très proche de l’Institut du Christ-Roi Souverain Prêtre, il se pose rapidement en chef de file de la frange la plus traditionaliste, entrant vite dans une opposition bruyante au nouveau pape François ».
Dans sa préface du livre The Synodal Process is a Pandora’s Box, le cardinal exprime ses inquiétudes quant au Synode des évêques pour une Église synodale qu’il appelle une « révolution en cours, destinée à redéfinir en profondeur la perception de l’Église d’elle-même ». Il craindrait particulièrement l’influence prédominante des évêques allemands, qui pourraient, selon lui, semer « confusion, erreurs et divisions ». Pour ne pas critiquer ouvertement le pape et le magistère de l'Église catholique, les évêques et cardinaux conservateurs prennent pour cibles certains pairs qu'ils jugent trop progressistes.
En juillet 2023, le cardinal Burke fait partie des cinq cardinaux conservateurs provenant de 5 continents différents (avec Brandmüller, Íñiguez, Sarah et Zen) qui envoient 5 dubia (questions exprimant des « doutes ») au pape François. Les sujets en question sont l'intangibilité de la Révélation, les bénédictions d'unions homosexuelles, l'autorité du synode sur la synodalité à venir, l'ordination sacerdotale des femmes, et l'importance du repentir pour la confession. La première réponse du pape du 11 juillet ne leur semblant pas assez claire, ils adressent un nouveau courrier au pape le 21 août. Sans nouvelle réponse du pape, ils publient leur second courrier le 2 octobre et le même jour le Vatican rend publique la réponse du pape en date du 11 juillet,,.

## Publications

### Ouvrages

#### En tant qu'auteur
- "Lack of discretion of judgment because of schizophrenia: doctrine and recent rotal jurisprudence", Doctoral Dissertation, (Rome: Pontificia Università Gregoriana, 1986). Voir aussi "Defectus discretionis iudicii propter schizophreniam: Doctrina et recens iurisprudentia, " Periodica, 73 (1984): 555–570; et "Lack of Discretion of Judgment: Canonical Doctrine and Legislation, " dans The Jurist, 45 (1985): 171–209.
- (it) Le religioni ad Assisi nessuna rinuncia alla Verità [« Les religions à Assise ne renoncent pas à la Vérité »], Fede & Cultura, novembre 2011, 144 p. (ISBN 978-8864091198)
- (en) Divine Love Made Flesh: The Holy Eucharist as the Sacrament of Charity, San Diego, Catholic Action, 2012 (ISBN 978-0981631424)
  - (it) Divino amore incarnato. La Santa Eucaristia sacramento di Carità, Cantagalli, 9 octobre 2015, 200 p. (ISBN 978-8868791407)
  - La Sainte Eucharistie, Sacrement de l'Amour : Une théologie de l'Eucharistie accessible à tous les croyants [« Divine love made Flesh : the Holy Eucharisty as the sacrament of charity »] (trad. de l'anglais par Père Jean-François Thomas, s.j.), Via Romana, 10 mars 2016, 228 p. (ISBN 978-2372710282)
- (it) Esercizi spirituali ai sacerdoti : Sodalizio amicizia sacerdotale summorum pontificum [« Exercices spirituels pour prêtres. Association amicale sacerdotale summorum pontificum »], 1er mars 2014, 112 p. (ISBN 978-8864092218)
- Un Cardinal au cœur de l'Église : Entretien avec le Cardinal Burke, Perpignan, Artège, 17 septembre 2015, 184 p. (ISBN 978-2-36040-341-7) (avec Guillaume d'Alançon)
  - (en) Hope for the World: To Unite All Things in Christ [« Espérance pour le monde : unir toutes choses dans le Christ »], San Francisco, Ignatius Press, 9 juin 2016, 123 p. (ISBN 978-1621641162) (avec Guillaume d'Alançon)
  - (it) Un cardinale al cuore della Chiesa : Dialogo con Guillaume d'Alancon (trad. Antonio Tombolini), Cantagalli, 7 décembre 2016, 117 p. (ISBN 978-8868793678)
  - (es) Esperanza para el mundo: Unir todas las cosas en Cristo (trad. Helena Faccia Serrano, préf. Alberto Bárcena), Biblioteca Homo Legens, 5 février 2018, 182 p. (ISBN 978-8417407001) (avec Guillaume d'Alançon)
  - (de) Hoffnung der Welt: Guillaume d'Alançon im Gespräch mit Raymond Leo Kardinal Burke (trad. Christa Nitsch), Renovamen Verlag, 1er décembre 2019, 175 p. (ISBN 978-3956211409) (avec Guillaume d'Alançon)
- (it) Vincenzo Nuara (dir.), Il motu proprio Summorum Pontificum di S.S. Benedetto XVI : Un tesoro per tutta la Chiesa [« Le motu proprio Summorum Pontificum de S.S. Benoît XVI : Un trésor pour toute l’Église »], vol. 4, Rome, Fede & Cultura, 27 février 2017, 224 p. (ISBN 978-8864095349)
- (it) Chiesa cattolica, dove vai? : Una dichiarazione di fedeltà [« Église catholique, où vas-tu ? Une déclaration de fidélité »], Fede & Cultura, 11 septembre 2018, 110 p. (ISBN 978-8864096711) (avec le cardinal Walter Brandmüller, Athanasius Schneider, Marcello Pera, Renzo Puccetti, et Valerio Gigliotti)
- Couples, entrez dans la paix profonde (postface Guillaume d'Alançon), Life Editions, 2 décembre 2020, 94 p. (ISBN 979-1097321222)
- (en) Respecting the Body and Blood of the Lord: When Holy Communion Should Be Denied [« Respecter le Corps et le Sang du Seigneur : quand la Sainte Communion doit être refusée »], Sophia Institute Press, avril 2023, 128 p. (ISBN 979-8889110354)

#### En tant que préfacier
- (it) Vincenzo Nuara (dir.), Il motu proprio Summorum Pontificum di S.S. Benedetto XVI : Un grande dono per tutta la Chiesa [« Le motu proprio Summorum Pontificum de S.S. Benoît XVI : Un grand cadeau pour toute l’Église »], vol. 2, Rome, Fede & Cultura, 2011, 128 p. (ISBN 978-8864090825)
- (it) Roberto Spataro, Elogio della messa Tridentina e del latino lingua della Chiesa [« Eloge de la messe Tridentine et de la langue latine de l'Eglise »], Fede & Cultura, 2015, 96 p. (ISBN 978-8864094366)
- (it) Fulton John Sheen, Il sacerdote non si appartiene : L'unione al sacrificio di Cristo per la salvezza del mondo [« Le prêtre ne s'appartient pas. L'union au sacrifice du Christ pour le salut du monde. »], Fede & Cultura, 2015, 272 p. (ISBN 978-8864094427)
- (it) Gianni T. Battisti, Quel caffè in riva al mare : Saggi di filosofia e teologia [« Ce café au bord de la mer. Essais de philosophie et de théologie »], Fede & Cultura, 1er novembre 2016, 160 p. (ISBN 978-8864095004)
- (en) Joseph C. Atkinson, Paul Gondreau, Mark Latkovic, Allan Carlson, Godly Seed et Jessica McAfee, Inseparable : Five Perspectives on Sex, Life and Love in Defense of Humanae Vitae [« Inséparable : Cinq perspectives sur le sexe, la vie et l'amour pour la défense d'Humanae Vitae »], Catholic Answers Press, 7 juillet 2018, 201 p. (ISBN 978-1683570912)
- (en) Roberto de Mattei, Love for the Papacy and Filial Resistance to the Pope in the History of the Church [« Amour de la Papauté et résistance filiale au Pape dans l'Histoire de l'Eglise »], Angelico Press, 11 mai 2019, 232 p. (ISBN 978-1621384564)
- (en) Aurelio Porfiri, Forever I will sing : A short history of Catholic sacred music [« Je chanterai pour toujours : Une brève histoire de la musique sacrée catholique »], Chorabooks, 29 janvier 2020, 274 p. (ISBN 978-9887999195)
- Olivier Minvielle, Petite histoire de l'Eglise catholique, Via Romana, février 2020, 314 p. (ISBN 978-2-37271-141-8)
- (en) Catherine Godfrey-Howell, Consensual Incapacity to Marry [« Incapacité consensuelle de se marier »], St Augustine's Press, 10 juillet 2020, 442 p. (ISBN 978-1587311345)
- Bref examen critique de la Communion dans la main (de Jean-Pierre Maugendre, Grégoire de Guillebon, Claude Barthe, Réginald Marie Rivoire, Jeanne Smits), Contretemps, 2021  (ISBN 978-2-916951-21-8)
- (en) Fr. John Henry Hanson, Scatter my Darkness : Turning Night to Day with the Gospel [« Disperser mes ténèbres : Transformer la nuit en jour avec l'Évangile »], Scepter, 2022, 176 p. (ISBN 978-1594174247)
- (it) Roberto Spataro, La messa del futuro : La liturgia antica in latino. Breve catechesi liturgica. [« La messe du futur. L'ancienne liturgie en latin. Brève catéchèse liturgique. »], Fede & Cultura, 3 février 2022, 96 p. (ISBN 978-8864099767)
- Philippe Pichot-Bravard, Le droit naturel, Via Romana, janvier 2023, 182 p. (ISBN 978-2-37271-200-2)
- Bref examen critique du nouvel Ordo Missae (des cardinaux Alfredo Ottaviani et Antonio Bacci), Contretemps, 2023  (ISBN 978-2-916951-28-7)
- (it) José Antonio Ureta et Julio Loredo de Izcue, Processo sinodale: Un vaso di Pandora : 100 domande e 100 risposte, Rome, TFP, 2023, 120 p. (lire en ligne)
  - (en) José Antonio Ureta et Julio Loredo de Izcue (trad. José A. Schelini), The Synodal Process Is a Pandora’s Box : 100 Questions & Answers [« Il processo sinodale, un vaso di Pandora: Cento domande e cento risposte »], Hanover, TFP, 2023, 110 p. (ISBN 978-1-877905-77-3, lire en ligne)
  - (pt) José Antonio Ureta et Julio Loredo de Izcue (trad. de l'italien), O caminho sinodal, uma caixa de Pandora : 100 perguntas e 100 respostas [« Il processo sinodale, un vaso di Pandora: Cento domande e cento risposte »], São Paulo, Plinio Corrêa de Oliveira Institute (en), 2023, 122 p. (ISBN 978-65-980976-0-8, lire en ligne)
  - (nl) José Antonio Ureta et Julio Loredo de Izcue, Het Synodale Proces is een Doos van Pandora : 100 Vragen & Antwoorden [« Il processo sinodale, un vaso di Pandora: Cento domande e cento risposte »], Veenendaal, Civitas Christiana (nl), 2023, 111 p. (lire en ligne)
  - José Antonio Ureta et Julio Loredo de Izcue (trad. de l'italien), Le processus synodal : une boîte de Pandore : 100 Questions & 100 Réponses [« Il processo sinodale, un vaso di Pandora: Cento domande e cento risposte »], Paris, TFP, août 2023, 130 p. (ISBN 978-2-901039-52-5, lire en ligne)
  - (es) José Antonio Ureta et Julio Loredo de Izcue (trad. de l'italien par Julio Loredo), El proceso sinodal: Una caja de Pandora : 100 preguntas y 100 respuestas [« Processo sinodale: Un Vaso di Pandora »], Madrid, Tradición y Acción, août 2023, 120 p. (lire en ligne)
  - (de) José Antonio Ureta et Julio Loredo de Izcue (trad. de l'espagnol par Alexandra Maria Linder), Der weltweite Synodale Prozess: Eine Büchse der Pandora : 100 Fragen und 100 Antworten [« El proceso sinodal: Una caja de Pandora »], Francfort-sur-le-Main, TFP, 2023, 121 p. (lire en ligne)

### Articles
- (en) « Canon 1095, 1° and 2° », dans Robert M. Sable, coordinateur et éditeur, Incapacity for marriage: Jurisprudence and Interpretation, Actes du 3e collège Grégorien,, Rome, Pontificia Università Gregoriana, 1987.
- (it) « La procedura amministrativa per la dichiarazione di nullità del matrimonio », dans I procedimenti speciali nel diritto canonico, Vatican, Libreria Editrice Vaticana, coll. « Studi giuridici » (no 27), 1992, p. 93–105.
- (it) « Il processo di dispensa dal matrimonio rato e non consummato: la grazia pontificia e la sua natura », dans I procedimenti speciali nel diritto canonico, Vatican, Libreria Editrice Vaticana, coll. « Studi giuridici » (no 27), 1992, p. 135–144.
- (en) « The Application of Canon 1095 and sacramental-pastoral activity concerning marriage », dans Ius in vita et in missione Ecclesiæ, Acta Symposii internationalis iuris canonici occurrente X anniversario promulgationis Codicis iuris canonici diebus 19–24 aprilis 1993 in Civitate Vaticana celebrati, Pontificia Concilium de legum textibus interpretandis, Vatican, Libreria Editrice Vaticana, 1994, p. 1095–1102.
- (en) « The Distinction of Personnel in Hierarchically Related Tribunals », Studia canonica, vol. 28, no 1,‎ 1994, p. 85–98.
- (en) « Canon 1421: The Nullity of a Decision by a Single Lay Judge », dans Arthur J. Espelage, OFM (ed.), CLSA Advisory Opinions 1994–2000, Washington, DC, CLSA, 2002), p. 451–452.
- (en) co-écrit avec Joseph R. Punderson, « Canons 1421–1422 and 1435–1436: The Exercise of the Office of Judge or Defender of the Bond by a Priest on Leave of Absence from Priestly Ministry », dans Arthur J. Espelage, OFM (ed.), CLSA Advisory Opinions 1994–2000, Washington, DC, CLSA, 2002), p. 453–454.
- (it) « La "confessio iudicialis" e le dichiarizioni giudiziali delle parti », dans I mezzi di prova nelle cause matrimoniali secondo la giurisprudenza rotale, Vatican, Libreria Editrice Vaticana, coll. « Studi giuridici » (no XXXVIII), 1995, p. 15–30.
- (en) « Commentary on the July 12, 1993, Decree of the Apostolic Signatura relating to the qualifications of advocates », Canadian Canon Law Society Newsletter, vol. 21,‎ 1996, p. 9–13
  - (es) « Abogados, uniones matrimoniales irregulares y causas de nulidad matrimonial: Texto y comentario de una Respuesta de Tribunal Supremo de la Signatura Apostolica », REDC, vol. 51,‎ 1994, p. 639–645.
- (en) « Canon Law at the Service of the New Evangelization », Canon Law Society of America Proceedings, vol. 62,‎ 2000, p. 497–500given on the occasion of receiving the Role of Law Award from the Canon Law Society of America
- (en) On Our Civic Responsibility for the Common Good, Saint Louis, Archidiocèse de Saint Louis, 2004.
- (en) « Canon 915: The Discipline Regarding the Denial of Holy Communion to Those Obstinately Persevering in Manifest Grave Sin », Periodica, vol. 96,‎ 2007, p. 3–58 (lire en ligne).